# Мокранский сельсовет
Мокра́нский сельсове́т (белор. Макранскі сельсавет) — административная единица на территории Малоритского района Брестской области Беларуси. Административный центр — агрогородок Мокраны.

## География
Сельсовет расположен на востоке района. Граничит с Хотиславским сельсоветом на юге и западе, Луковским сельсоветом на севере, Дивинским сельсоветом Кобринского района на северо-востоке, Ратновским районом Украины на востоке. 

## История
Образован 12 октября 1940 года в составе Малоритского района Брестской области БССР. 16 июля 1954 года к сельсовету присоединена территория упразднённого Ляховецкого сельсовета. С 25 декабря 1962 года по 6 января 1965 года в Брестском районе.
23 декабря 2016 года на территории сельсовета были упразднена деревня Кожух.

## Состав

— Населённые пункты Мокранского сельсовета

Мокранский сельсовет включает 8 населённых пунктов:
- Борки — деревня
- Добросово — деревня
- Ляховцы — агрогородок
- Мокраны — агрогородок
- Новые Борки — деревня
- Осовая — деревня
- Отчино — деревня
- Полики — деревня

Упразднённые населённые пункты:
- Кожух — деревня